# Molins dels déus
L'expressió proverbial dels molins dels Déus fa referència a la noció que la retribució divina és lenta però ineludible. Parteix de la metàfora de la mola del molí, que ha de fer moltes de passades per moldre, però ho acaba reduint tot a pols.

## Antiguitat clàssica

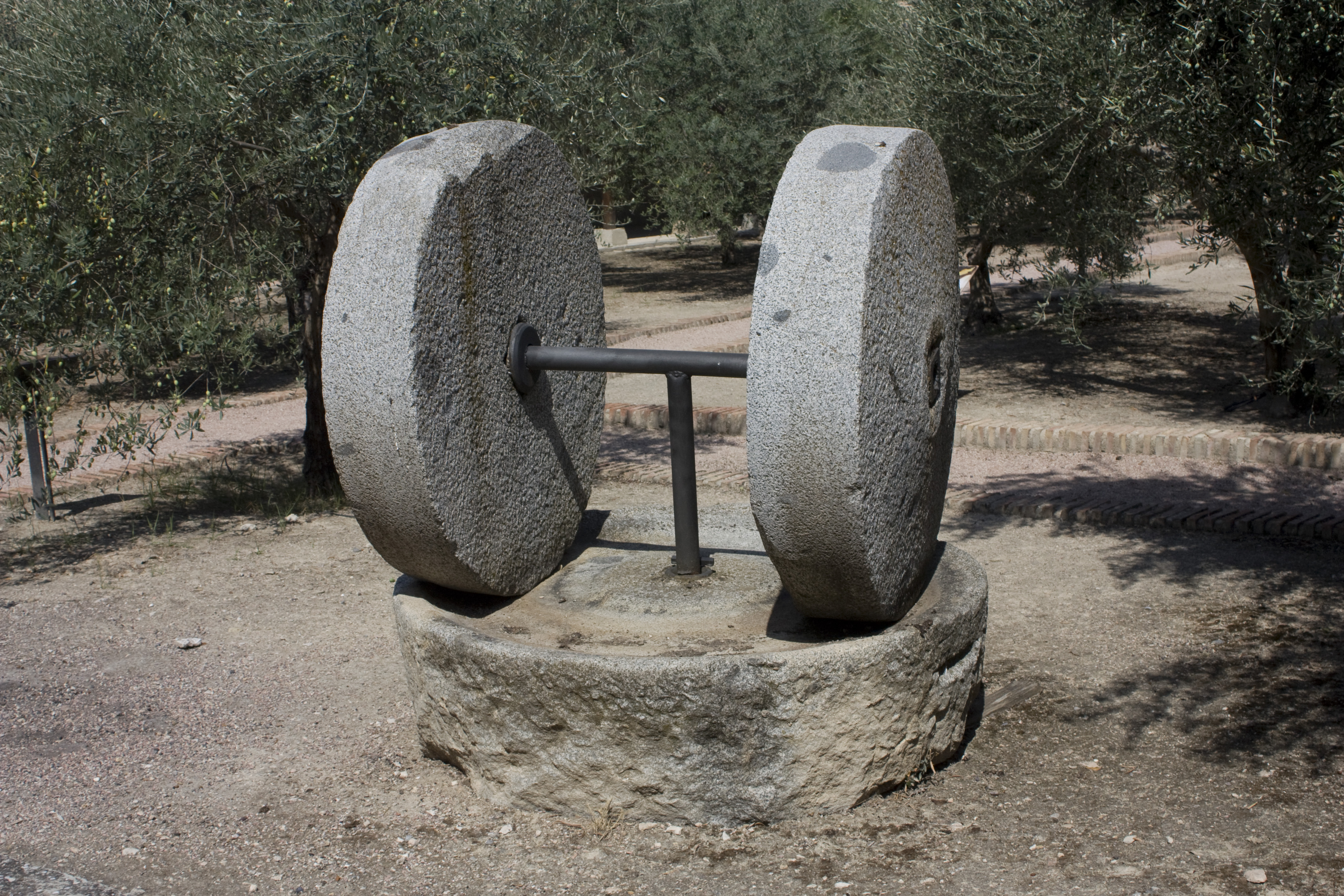
La metàfora parla de «molins» en plural fent referència als molins antics, de dues moles.

La metàfora dels molins dels Déus es pot trobar en diversos autors grecoromans a partir de l'època de l'Imperi. La referència que sembla més antiga és un hexàmetre que cita Sext Empíric (segle ii) d'un poeta desconegut:
| «                                         | Ὀψὲ θεῶν ἀλέουσι μύλοι, ἀλέουσι δὲ λεπτά. | Tard molen els molins dels déus, però molen fi. | » |
| — Sext Empíric, Adversus Grammaticos, 17. |                                           |                                                 |   |

El llibre dels Oracles sibil·lins, compilació miscel·lània de creences gnòstiques, jueves hel·lenístiques i cristianes que prengué forma cap al mateix segle ii, recull el vers de manera força semblant:
| «                             | Ὀψὲ θεοῦ μῦλοι ἀλέουσι τὸ λεπτὸν ἄλευρον. | Els molins de Déu molen la farina tard, però fina. | » |
| — Oracula Sibyllina, VIII 14. |                                           |                                                    |   |

L'expressió també és coneguda per Plutarc i per Cels (segle ii). En aquests autors, la metàfora serveix també per explicar com, en els mites clàssics, els pecats i errors comesos per un individu tenen conseqüències diverses generacions més tard, com són els casos de les malediccions de Pèlops, Èdip i Cadme, a tall d'exemple.

## Modernament
El segle xvi i xvii es va recuperar l'expressió, emprada per autors com Erasme de Rotterdam (Sero molunt deorum molae, 'les moles dels déus molen tard'), George Herbert (God's mill grinds slow but sure, 'el molí de Déu mol lent però segur') i Friedrich von Logau (Gottes Mühlen mahlen langsam, mahlen aber trefflich klein, 'els molins de Déu molen lentament, però molen molt fi').
Més recentment, la novel·la policial i de detectius anglosaxona de final del segle xix i començament del segle xx tornà a reprendre la metàfora. Així, a la novel·la Estudi en escarlata d'Arthur Conan Doyle (1887), un personatge afirma que Déu «grindeth slowly but exceeding small» ('ha mòlt a poc a poc però molt fi'), i Agatha Christie també l'incorpora a la novel·la El Nadal de Poirot (1938). Altres polítics i escriptors com Winston Churchill, Franklin Roosevelt i William Somerset Maugham també han citat aquest proverbi.